# محمدعلی جدیدالاسلام
محمدعلی جدیدالاسلام (زادهٔ ۱۷ فروردین ۱۳۳۱ در تبریز)، عکاسِ پرتره و مجموعه‌دار اهل تبریز است. او با دارا بودنِ ۹۵۰ دوربین عکاسی، بزرگترین کلکسیونر دوربین‌های عکاسی در ایران است. علاوه بر دوربین، جدیدالاسلام دارای مجموعه‌ای از عکس‌های قدیمی از دوران قاجار نیز می‌باشد. 

## زندگی
محمدعلی جدیدالاسلام در سال ۱۳۳۱ در «کوچهٔ حاج سید حسن» واقع در محلهٔ راسته کوچه در خانواده‌ای که با شغل عکاسی مأنوس بود، به دنیا آمد. همزمان با پایان دوره ششم ابتدائی نزد احمد کیابخت به آموزش عکاسی گمارده شد. جدیدالاسلام که تا به حال ۱۰ تألیف و ترجمه، ۷ مقام جشنواره‌ای و ۵۰ نمایشگاه را در کارنامه کاریش دارد، همزمان با عکاسی، آموختن نقاشی را هم در سال ۱۳۴۳ زیر نظر استادش باجالانلو شروع کرد. وی بعدها داوطلبانه معلمی پایه اول ابتدایی را انتخاب کرد و دوره‌ای را در روستای دیزج‌علی‌قلی‌بیگ از توابع هشترود به تدریس پرداخت. او در حوادث ۲۹ بهمن تبریز، حاضر بوده و تعدادی عکس از آن واقعه ثبت کرده‌است. جدیدالاسلام در سال ۵۷ راهی تهران شد تا در انستیتو تربیت مربیان امور هنری تهران مشغول تحصیل شود.
جدیدالاسلام در سال ۱۳۶۲ برای اولین بار آتلیهٔ عکاسی‌اش را دایر نمود. علی سلیمی از اولین مشاهیری است که جدیدالاسلام از وی عکس گرفته‌است. چندی نگذشت که رسام نخجوانی برای تصویربرداری از شهریار، جدیدالاسلام را انتخاب نمود. این امر باعث شد که به توصیهٔ برادرش عکاسی از پرترهٔ هنرمندان را آغاز کند. جدیدالاسلام تاکنون ۱۵۰۰ پرتره از هنرمندان تبریز، تهران و حتی باکو عکاسی کرده‌است.
هر چند پیش از این وی در رشته‌های طبیعت و نیز مستند اجتماعی نیز عکاسی کرده‌است؛ اما پرتره، تخصص اصلی وی در عکاسی است. جدیدالاسلام دارای تخصص بالائی در نورپردازی در پرتره است که خودش این را مدیون آموزش‌های رسام نخجوانی می‌داند.

## کلکسیون
او دارای بزرگترین کلکسیون دوربین‌ها در ایران به تعداد ۹۵۰ دستگاه دوربین عکاسی است. بزرگترینِ آن‌ها دوربین فانوسی است که ۲۴ در ۱۸ فیلم می‌خورد و کوچکترینِ آن‌ها نیز دوربین‌های جاسوسیِ کارخانهٔ مینوکس و لایکا هستند. قدمت برخی از این دوربین‌ها به ۱۵۰ سال می‌رسد. بعد از جدیدالاسلام، اصغر بیچاره صاحب بیشترین دوربین عکاسی در مجموعهٔ خود است. این دو مجموعه دار، روی هم دارای بیش از ۱۷۰۰ دوربین هستند.
از جمله وسایلِ موجود در مجموعهٔ وی می‌توان به لنزهای فوکلاندر، شنایدر، زایس، دوربین‌های قطع متوسط هاسل بلاد، زایسیکون، کوداک، رولیفیلکس، رولی کد، برونیکا، بوچرز (انگلیس)، دوربین‌های ۳۵میلی‌متری، انواع لایکا (با آرم حک شده رایش سوم)، نیکون، کانون، پنتاکس، کنتاکس، روبوت و انواع دوربین‌های جاسوسی، دوربین‌های استریوسکوپ برای عکاسی سه بعدی در نگاتیو و دوربین‌های فوری قدیمی اشاره کرد.
به مناسبت یکصدمین سال تأسیس بلدیهٔ تبریز نمایشگاهی از عکس‌های قدیمی جدیدالاسلام در محل نمایشگاه بین‌المللی تبریز دایر گردید. دیدار نوین، شهردار وقت تبریز از این نمایشگاه و گفتگوی وی با شهردار تبریز، جرقهٔ اولیهٔ موزهٔ شهرداری را زد. نوین دستور داد رسول جدیدالاسلام برادر محمدعلی جدیدالاسلام، عکس‌ها و وسایلی را از مناطق شهرداری جمع‌آوری کرده و اولین موزهٔ بلدیّه در کشور تأسیس گردد. وی ۱۵۰دستگاه دوربین عکاسی قدیمی به همراه تعدادی عکس به موزهٔ شهرداری اهدا کرد.
وی علاوه بر دوربین، دارای مجموعه‌ای از عکس‌های قدیمی مربوط به دوره قاجار است که شامل بیش از ۲۰۰۰ قطعه عکس اصل دوره قاجار، بیش از ۳۰۰ قطعه فیلم‌های شیشه‌ای از زمان قاجار و پهلوی اول، بیش از ۱۰۰ حلقه فیلم ۱۳۰ ساله با موضوع قالی‌های قدیمی که اکنون در اختیار موزه فرش تهران است، می‌باشد. جدیدالاسلام در سال ۱۳۹۲، مجوز گشایش نخستین موزه خصوصی عکس‌های تاریخی کشور را اخذ کرد.